# GNUmed
GNUmed est un progiciel de santé fonctionnant dans un environnement client-serveur où le client et le serveur sont physiquement deux machines différentes, ces deux briques logicielles étant distribuées séparément. 
Ce logiciel libre basé sur des standards ouverts est distribué sous la licence GNU GPL. Il est avec GNU Health l’une des solutions médicales du projet GNU.